# 鹿部車站 (福岡縣)
鹿部車站（日语：／ Shishibu eki */?）是屬於九州旅客鐵道（JR九州）鹿兒島本線的鐵路車站，位於日本福岡縣古賀市。

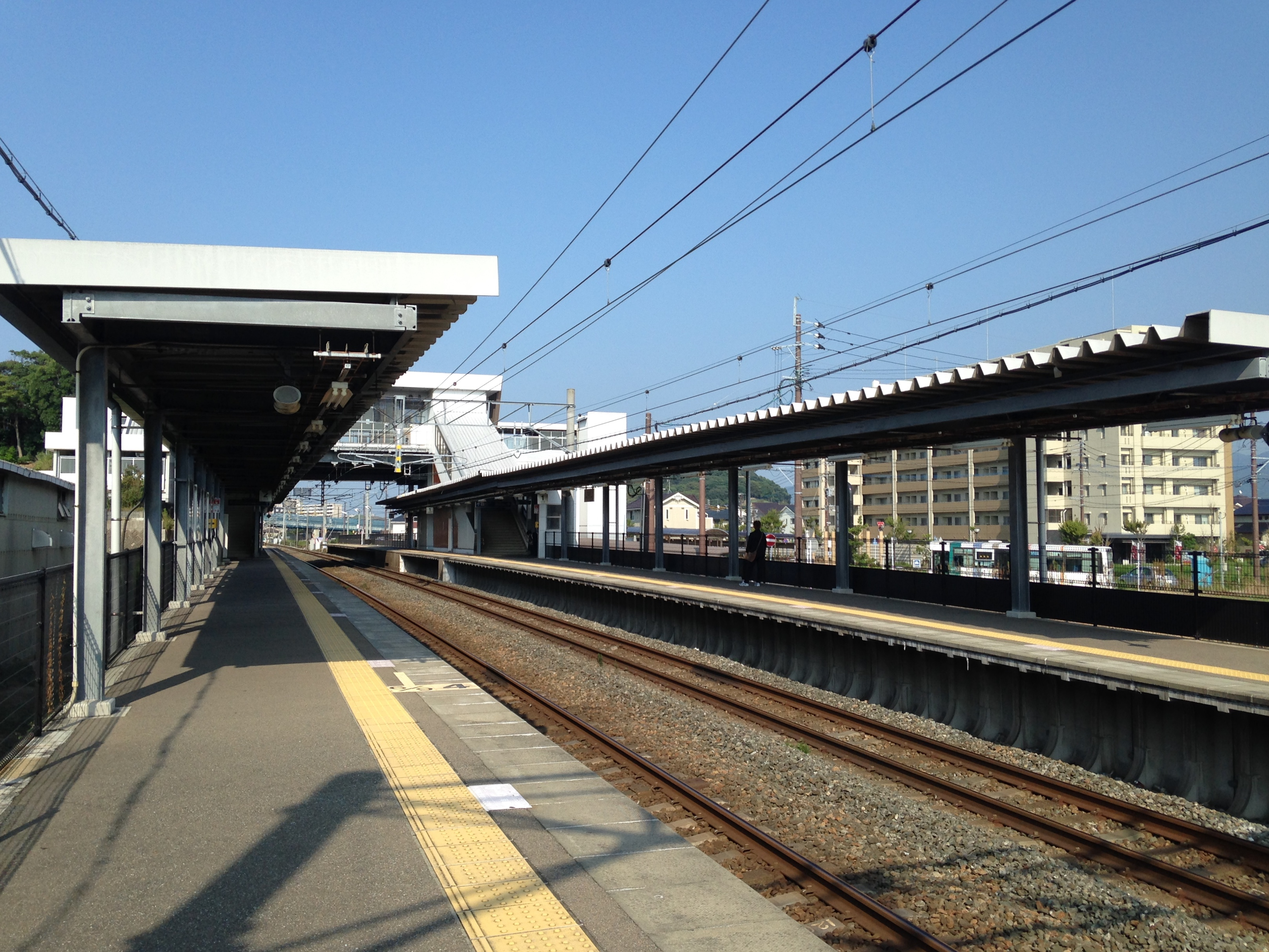
月台（2016年9月）

## 車站結構
本站為對向式月台2面2線的地面車站，並設有跨站式站房。由於本站為精簡人手，因此自2022年3月12日起停用綠色窗口，並改為使用指定席劵發售機。

### 月台配置
| 月台 | 路線       | 方向 | 目的地           |
| ---- | ---------- | ---- | ---------------- |
| 1    | 鹿兒島本線 | 下行 | 博多、久留米方向 |
| 2    | 鹿兒島本線 | 上行 | 折尾、小倉方向   |

## 相鄰車站
九州旅客鐵道
 鹿兒島本線
■快速
通過
■區間快速（只限一部分列車停靠）、■普通
古賀（JA09）－鹿部（JA08）－新宮中央（JA07）

## 外部連結
- JR九州－鹿部車站（页面存档备份，存于） （日語）

1. ↑  『古賀市環境報告書 平成26年版』（平成26年9月発行） p52.鉄道各駅の1日平均乗降客数
2. ↑   (PDF). 九州旅客鉄道株式会社.   [2021-12-23]. （原始内容存档 (PDF)于2021-12-23） （日语）.